# Piper coactipilum
Piper coactipilum är en pepparväxtart som beskrevs av William Trelease. Piper coactipilum ingår i släktet Piper och familjen pepparväxter. Inga underarter finns listade i Catalogue of Life.